# Dasyhippus escalerai
Dasyhippus escalerai är en insektsart som först beskrevs av Bolívar, I. 1899.  Dasyhippus escalerai ingår i släktet Dasyhippus och familjen gräshoppor. Inga underarter finns listade i Catalogue of Life.